# Lawndale (Kalifornija)
Lawndale je grad u američkoj saveznoj državi Kalifornija. Prema popisu stanovništva iz 2010. u njemu je živjelo 32.769 stanovnika.